# Макшеффри, Гари
Гари Макшеффри (англ. Gary McSheffrey; род. 13 августа 1982, Ковентри, Уэст-Мидлендс) — английский футболист, тренер. Играл на позициях вингера и нападающего.

## Карьера
Воспитанник клуба «Ковентри Сити», где сначала играл 7 лет, периодически отправляясь в аренды в клубы «ИК Браге», «Стокпорт Каунти» и «Лутон Таун». В 2006 году перешёл в «Бирмингем Сити», за который успел даже поиграть в Премьер-лиге, при этом снова отдаваясь в аренду: сначала в «Ноттингем Форест» в 2009 году, а через год — в «Лидс Юнайтед».
Летом 2010 года подписал контракт со своим родным клубом «Ковентри Сити».